# Perryville (Arkansas)
Perryville település az Amerikai Egyesült Államok Arkansas államában, Perry megyében, melynek megyeszékhelye is. Lakosainak száma 1373 fő (2020. április 1.).

## Népesség
A település népességének változása:

| 2010 | 1 460 |
| 2020 | 1 373 |